# Geringelte Mordwanze

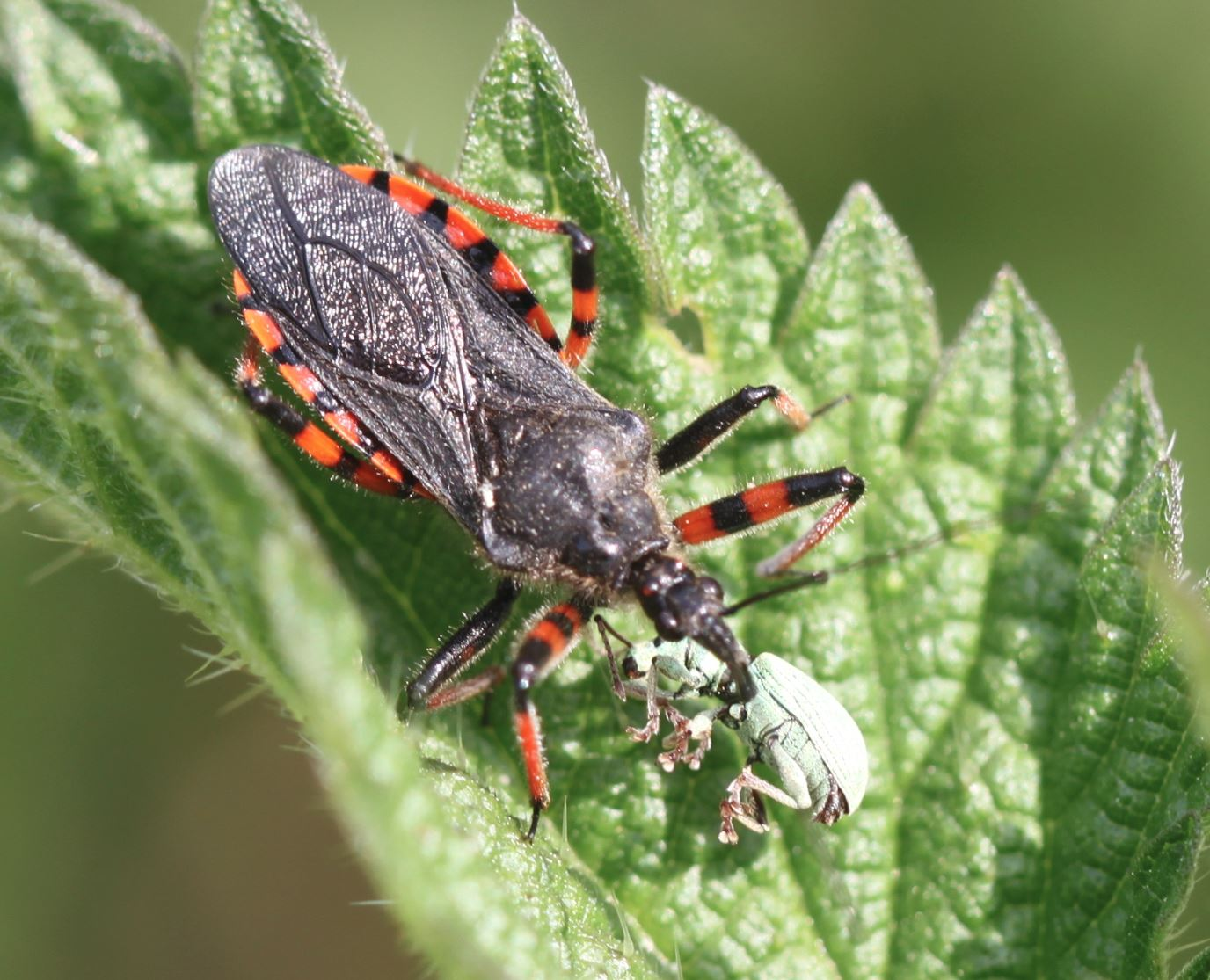
Eine Geringelte Mordwanze erbeutet einen Rüsselkäfer der Art Phyllobius virideaeris, Mitte Mai

Die Geringelte Mordwanze (Rhynocoris annulatus), auch Geringelte Raubwanze genannt, ist eine auffällig schwarz-rot gezeichnete Wanzenart aus der Familie der Raubwanzen.

## Verbreitung und Lebensraum
Die Geringelte Mordwanze ist in nördlichen und mittleren Teilen Europas verbreitet. Nach Osten kommt sie bis Sibirien und Kasachstan vor. Im Gegensatz zu anderen Arten der Gattung mit südlicheren Verbreitungsschwerpunkten ist ihr Wärmebedürfnis geringer. So kommt die Wanzenart sowohl in trockenen als auch in feuchten Biotopen vor. Insgesamt ist das Spektrum von ihr besiedelter Lebensräume sehr breit. Die Tiere scheinen dabei an das Vorkommen von Gehölzen gebunden zu sein. Dennoch findet man sie auch in der Krautschicht und am Boden. Sie leben auf Waldlichtungen, an Waldrändern, ebenso wie an Heckenrändern.

## Merkmale und Lebensweise
Die Geringelte Mordwanze erreicht Körpergrößen zwischen 12 und 14,8 Millimetern. Sie ist kräftig gebaut. Das Insekt ist schwarz; nur die Beine und das Konnexivum sind rot gefleckt und lassen das Tier rot geringelt erscheinen – daher der deutsche Name. Sie ähnelt der Roten Mordwanze (Rhynocoris iracundus), welche jedoch mehr Rotanteile besitzt. Die erwachsenen Tiere (Imagines) sind immer langflügelig (makropter) und gute Flieger. Der kräftige Stechrüssel (Rostrum) ist dreigliedrig.
Die Tiere ernähren sich ausschließlich räuberisch von verschiedenen Insekten, die oft größer sind als sie selbst. Sie sitzen oft auf Blüten und lauern auf blütenbesuchende Insekten oder streifen auf der Suche nach Nahrung durch die Krautschicht oder auf Gehölzen umher. Die Beute wird durch einen auch für den Menschen schmerzhaften Stich rasch abgetötet und ausgesaugt. Meist werden Schmetterlings- und Blattwespenraupen sowie Blattkäferlarven erbeutet. Die jungen Larven halten sich überwiegend am Boden auf.
Die Larven des 4. und 5. Larvenstadiums überwintern in der Bodenstreu, unter Steinen oder Pflanzenrosetten. Die erwachsenen Tiere sind ab Mai zu beobachten. Die Eiablage erfolgt überwiegend im Juni und Juli; die Larven schlüpfen im August und September. Am südlichen Arealrand der Wanze kann die Entwicklung so rasch verlaufen, dass noch im Spätherbst adulte Tiere entstehen, welche überwintern.

## Entwicklungsstadien
Auf den folgenden Bildern sind mehrere Entwicklungsstadien der Geringelten Mordwanze zu sehen.

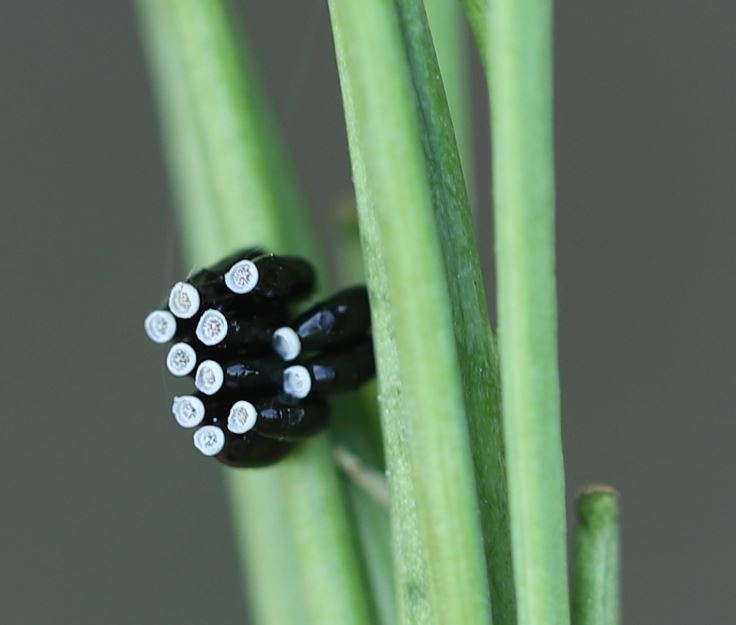
Eigelege an Turmkraut, Mitte Juni
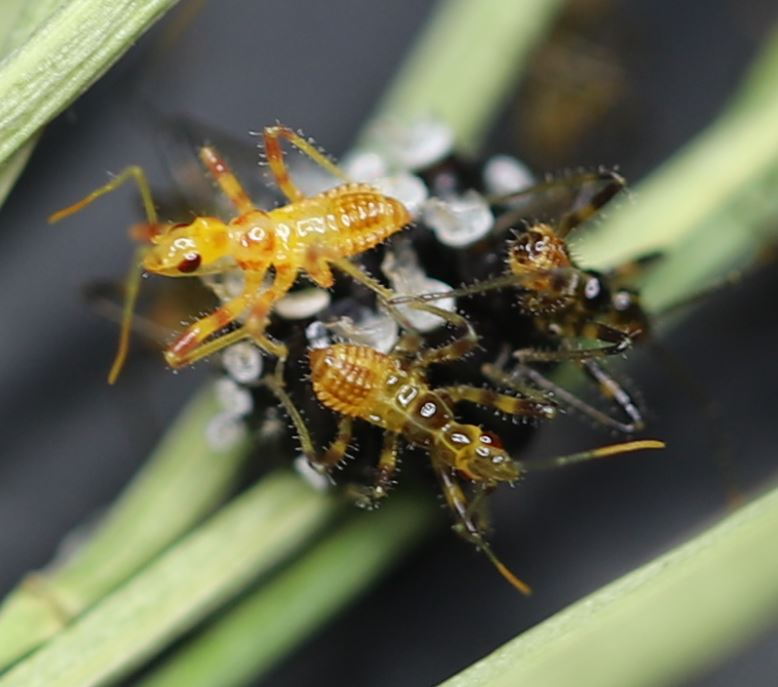
Frisch geschlüpfte Nymphen, Ende Juni
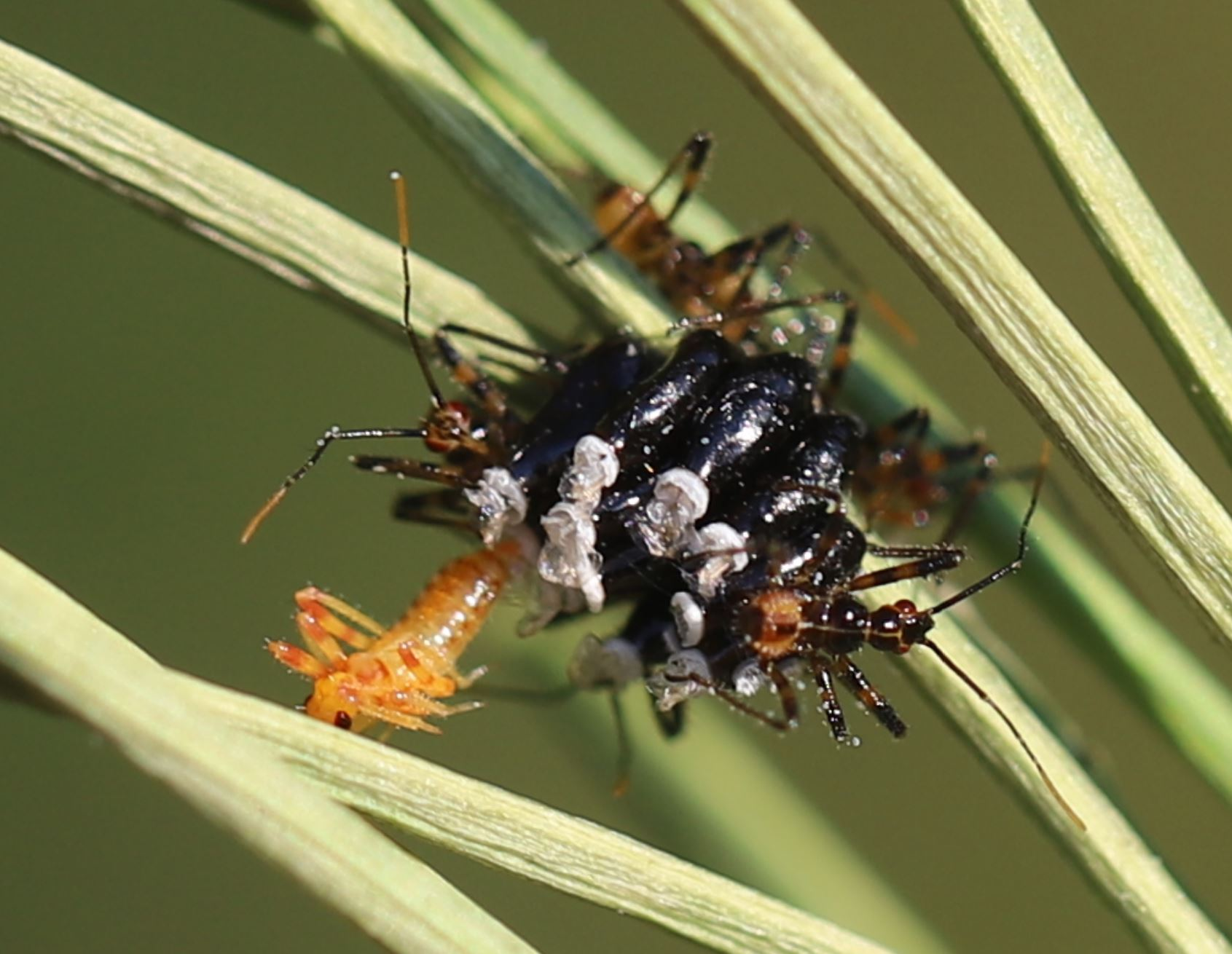
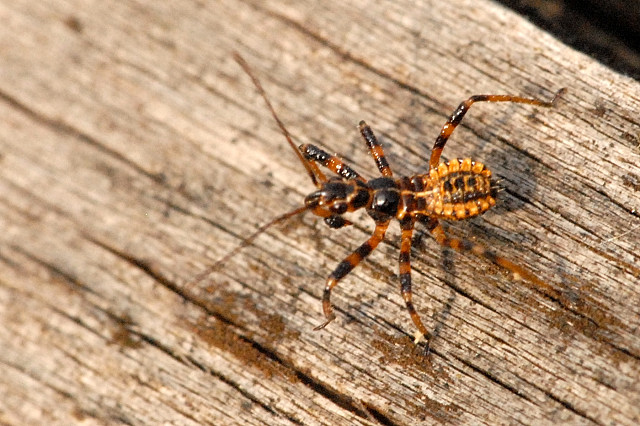
Jüngeres Nymphenstadium
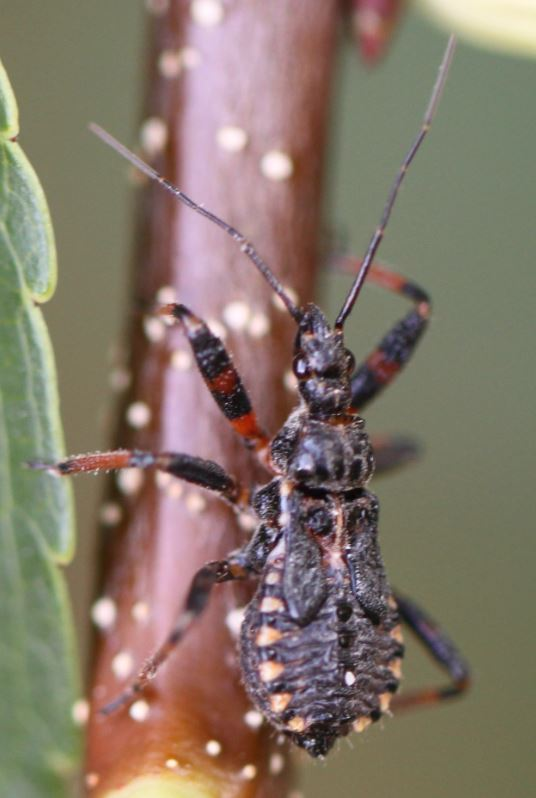
Mittleres Nymphenstadium, Mitte August
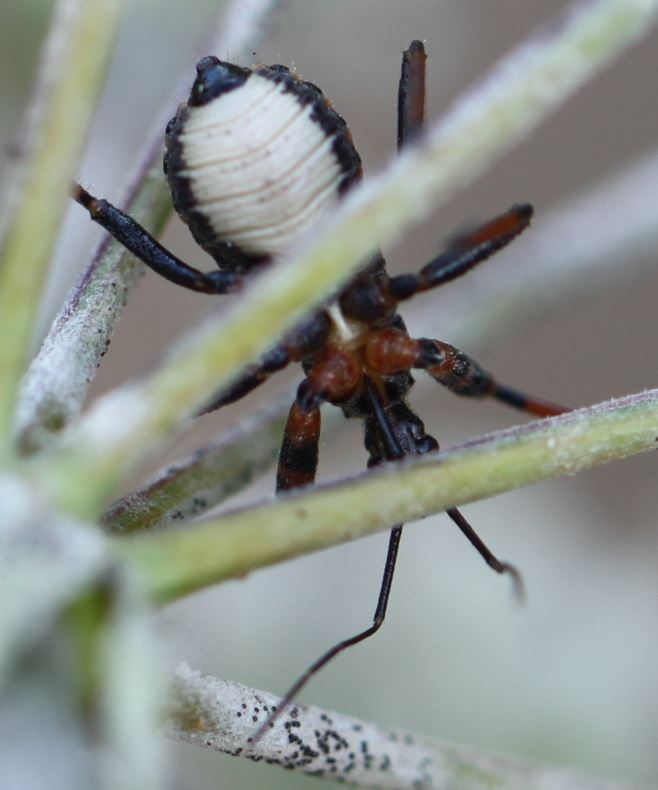
Mittleres Nymphenstadium, Ventralseite
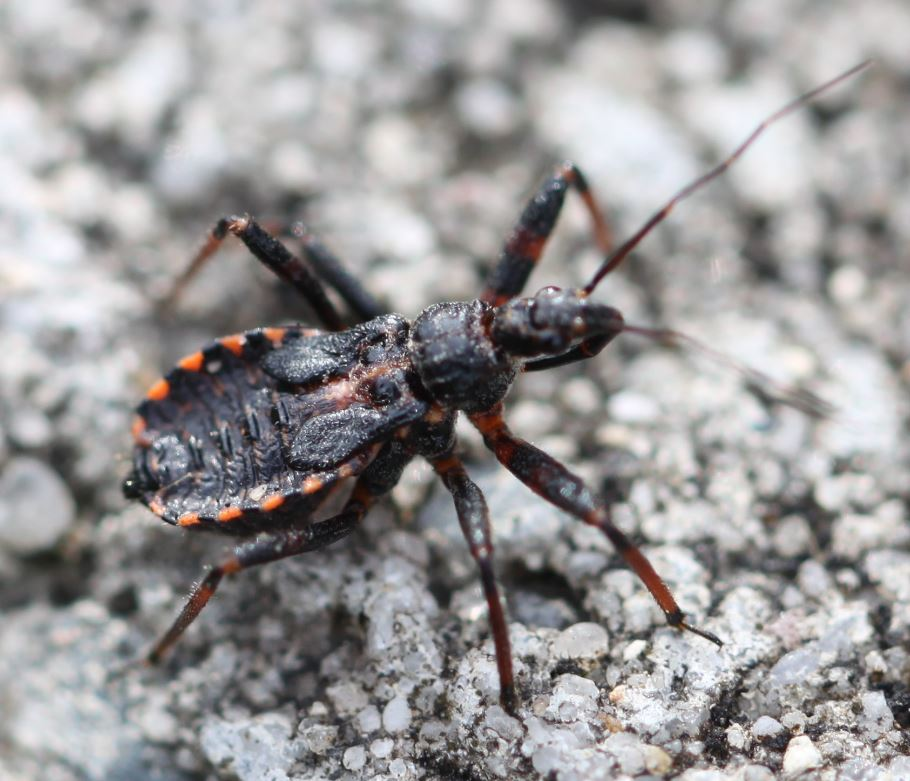
Letztes Nymphenstadium, Anfang April
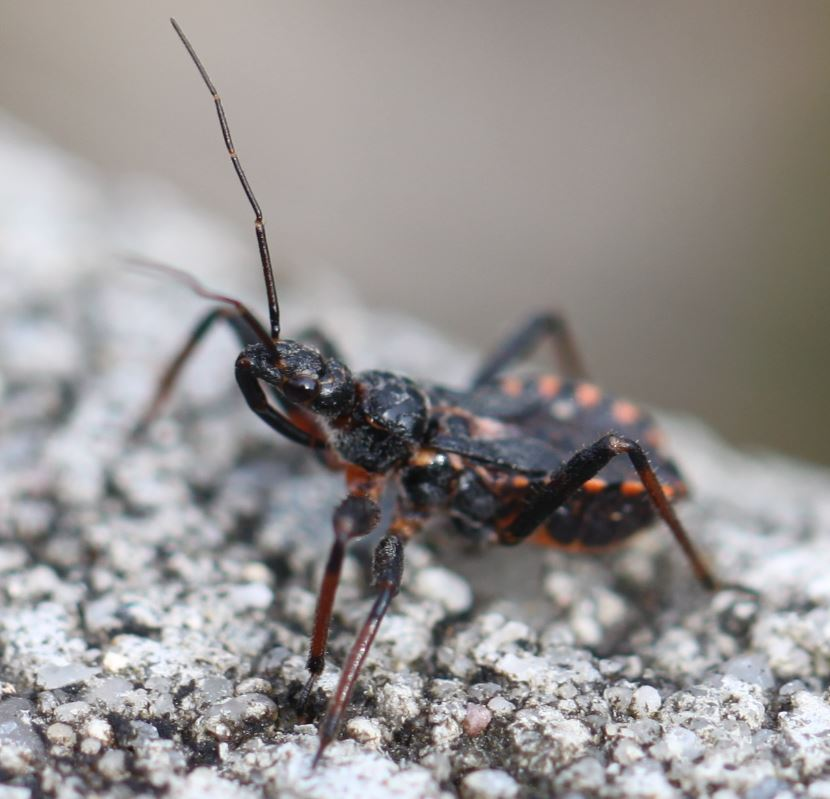